# 48 годин
«48 годин» (англ. 48 Hrs.) — комедійний бойовик 1982 року режисера Волтера Гілла.
Роль Реджі Гаммонда стала дебютною для Едді Мерфі. Фільм відзнятий у штаті Каліфорнія, здебільшого в Сан-Франциско і Лос-Анджелесі. Зйомки проходили в 1981 році.

## Сюжет
Джек Кейтс (Нік Нолті) розшукує двох злочинців, які вбили поліцейського. Але він не може впоратися із завданням самотужки, єдиний хто може йому допомогти в цій справі — Реджі Гаммонд (Едді Мерфі). Цей Гаммонд сидить у в'язниці за шахрайство, він був близько знайомий із розшукуваними. Вимушені партнери, насилу знаходять спільну мову, та й мета в них різна: перший жадає помститися негідникам, а другий спить і бачить, як отримати свої грошики.

## У ролях
| Актор              | Роль               |
| ------------------ | ------------------ |
| Нік Нолті          | Джек Кейтс         |
| Едді Мерфі         | Реджі Гаммонд      |
| Аннет О'Тул        | Елейн              |
| Френк Макрей       | Хейден             |
| Джеймс Ремар       | Альберт Ганц       |
| Девід Патрік Келлі | Лютер              |
| Сонні Лендем       | Біллі Ведмідь      |
| Брайон Джеймс      | Бен Кехо           |
| Керрі Шерман       | Розалі , заручниця |
| Джонатан Бенкс     | Олджрен            |
| Джеймс Кін         | Вензант            |
| Тара Кінг          | Фріззі , ресепшн   |
| Грета Блекберн     | Ліза , блондинка   |
| Марго Роуз         | Кейсі              |
| Деніз Кросбі       | Саллі              |
| Олівія Браун       | Кенді              |

| Актор            | Роль                 |
| ---------------- | -------------------- |
| Тодд Аллен       | молодий поліцейський |
| Білл Дерт        | тонкий поліцейський  |
| Нед Дауд         | великий поліцейський |
| Джим Хейні       | старий поліцейський  |
| Джек Тібо        | детектив             |
| Джон Ст. Елвуд   | у штатському         |
| Клер Ноно        | Рут                  |
| Сенді Мартін     | поліцейський         |
| Метт Ландерс     | Боб                  |
| Пітер Джейсон    | ковбой бармен        |
| Білл Крос        | патрульний 1         |
| Кріс Малкі       | патрульний 2         |
| Марселіно Санчес | працівник парковки   |
| Бенні Е. Доббінс | охоронець            |
| Волтер Скотт     | охоронець            |
| В.Т. Зача        | охоронець            |

## Саундтрек
| Список треків | Список треків                              | Список треків |
| #             | Назва                                      | Тривалість    |
| ------------- | ------------------------------------------ | ------------- |
| 1.            | «Main Title»                               | 5:09          |
| 2.            | «Jack Leaves Elaine's Apartment»           | 1:06          |
| 3.            | «The Walden Hotel»                         | 4:10          |
| 4.            | «Aerobics»                                 | 4:08          |
| 5.            | «Subway Station»                           | 5:38          |
| 6.            | «Subway Chase»                             | 1:50          |
| 7.            | «Luther's Bus»                             | 1:57          |
| 8.            | «The Alley»                                | 5:20          |
| 9.            | «The Boys Are Back In Town - The BusBoys»  | 2:35          |
| 10.           | «48 Hrs. - The BusBoys»                    | 3:13          |
| 11.           | «Love Songs Are For Crazies - The BusBoys» | 3:44          |
| 12.           | «New Shoes - The BusBoys»                  | 3:32          |
| 13.           | «Torchy's Boogie - Ira Newborn»            | 2:55          |
| 46:00         |                                            |               |